# Giocagoal
Il Giocagoal è un gioco da tavolo che riproduce il gioco del calcio prodotto dalla Atlantic.

## Storia
Uscito sul mercato nel 1974 circa, in concomitanza con i Mondiali di calcio di quell'anno, consiste in una base in cartone lunga 70 cm circa e riproducente il campo (in ogni confezione ce ne era una metà) con porte, calciatori con base tonda (in plastica e alti 25 mm circa), palloni e altri particolari (arbitro e guardalinee, allenatore con panchina, segnapunti). Le squadre si identificano dal colore della base e da quello del giocatore, che insieme riproducono quelli delle varie società. I calciatori sono inoltre colorabili con gli smalti da modellismo, per renderli esattamente uguali alle vere divise.
Il gioco, commercializzato dal 1974 fino al 1980 circa, attraversando due edizioni dei mondiali di calcio (Germania '74 e Argentina '78), ebbe modo di presentare varie e diverse versioni, con moltissime squadre. La versione Argentina '78 conteneva la riproduzione della nazionale di calcio dell'Italia e quella della nazionale di calcio dell'Argentina.
Per qualche anno fu possibile acquistare solo la confezione con squadra e campo (del gioco esisteva anche una versione 'completa' con due metà e due squadre, chiamata Doppio Giocagol con campo più grande e in materiale plastico). Fu solo verso il 1978 che, in seguito alle richieste del pubblico, la compagnia mise sul mercato confezioni di singole squadre.
Il Supergiocagoal, uscito alla fine del 1974, era la versione "lusso" con campo intero (non separato in due parti ed in plastica flessibile anziché cartone) lungo circa un metro, due squadre e tutto l'occorrente.
Al contrario del Subbuteo, il Giocagoal non si basava su regole precise, trattandosi del resto di un prodotto destinato ai bambini. La versione normale presentava un campo nettamente sottodimensionato rispetto al numero dei giocatori. Il gioco forniva due tipi di palla: la normale e la mezza palla: quest'ultima era piatta da un lato (simile a un dischetto) e costituiva in pratica l'unica possibilità per giocare. Il campo si logorava inoltre con estrema facilità.
Uscito di produzione verso il 1980, il Giocagoal sopravvisse ancora poco in commercio, per poi riapparire sotto altro nome a cura di un'azienda marchigiana, che ne ha realizzato varie edizioni in formati diversi riutilizzando gli stampi originali. Tra esse una confezione "da edicola" in occasione del campionato europeo di calcio 2000.